# 上海四重奏
“上海”四重奏团（以下简称“上海四重奏”）是中國一个弦乐四重奏组合。

## 历史沿革
1983年中华人民共和国文化部宣布，其将于1984年选派一两组弦乐四重奏组合，参加1985年第三届英国朴茨茅斯国际四重奏比赛。对于刚刚步入改革开放时代的中国人来说，这是次难得的出国机会。以上海音乐学院为例，多组弦乐四重奏组合为此而成立，其中就包括已经从上海音乐学院毕业的李宏刚，其尚未毕业的弟弟李伟纲，以及李伟纲的同班同学王征、马新桦在1983年10月组成的弦乐四重奏组合。

在国内的选拔中拔得头筹后，1985年该弦乐四重奏组合被以“上海四重奏”的名义选派参加了朴茨茅斯国际四重奏比赛，获得第二名的成绩；同年该组合全体成员相继赴美国留学，并开启了全球巡演之旅。
1986年大提琴手马新桦离开组合，由美国人凯西·贾卡补缺。
1989年组合成为里士满大学驻校四重奏乐团。
1990年大提琴手凯西·贾卡离开组合，由美国人詹姆斯·威尔森补缺。
1994年中提琴手王征前往德国组建家庭。由于找不到和组合契合的中提琴手，组合中原第二小提琴手李宏刚改为担任中提琴手；蒋逸文加入组合，担任第二小提琴手。
2000年大提琴手詹姆斯·威尔森离开组合，由美国人尼古拉斯·萨瓦拉斯补缺。
2020年第二小提琴手蒋逸文因其言论而被中国大陆网民猛烈批评，组合与其切割。于翔加入成为新的第二小提琴

## 乐队成员

### 第一小提琴
- 1983年 - 李伟纲

### 第二小提琴
- 1983年～1994年 - 李宏刚
- 1994年～2020年 - 蒋逸文
- 2020年 - 于翔

### 中提琴
- 1983年～1994年 - 王征
- 1994年 - 李宏刚

### 大提琴
- 1983年～1986年 - 马新桦
- 1986年～1990年 - 凯西·贾卡
- 1990年～2000年 - 詹姆斯·威尔森
- 2000年 - 尼古拉斯·萨瓦拉斯